# DHK Baník Most
Der DHK Baník Most (vollständiger Name: Dámský házenkářský klub Baník Most, deutsch: Frauenhandballverein Baník Most) ist ein tschechischer Handballverein aus der Stadt Most.

## Geschichte
Der Verein wurde im Jahr 1997 gegründet. Als ein Vorgänger des Vereins gilt die Handballabteilung des Vereins Baník Most, die im Jahr 1953 gegründet wurde (der Namensbestandteil Baník bedeutet Bergmann). In den 1970er Jahren kam auch eine Frauenhandballabteilung hinzu. Nach dem Ende der Tschechoslowakei rückten die Frauen und die Männer von Baník Most in die erste Liga auf, als dort wegen der Aufteilung der Republik in zwei Länder Plätze frei geworden waren. Wegen finanzieller Schwierigkeiten wurden die Teams jedoch nach zwei bzw. drei Jahren Erstligazugehörigkeit aufgelöst. Die Frauenabteilung spielte fortan als DHK Baník Most und konnte, beginnend in den unteren Ligen, aufsteigen bis in die oberste tschechische Liga, in der sie seit dem Jahr 2010 spielen. DHK nimmt am tschechischen Wettbewerb und am gemeinsamen tschechisch-slowakischen Wettbewerb teil.

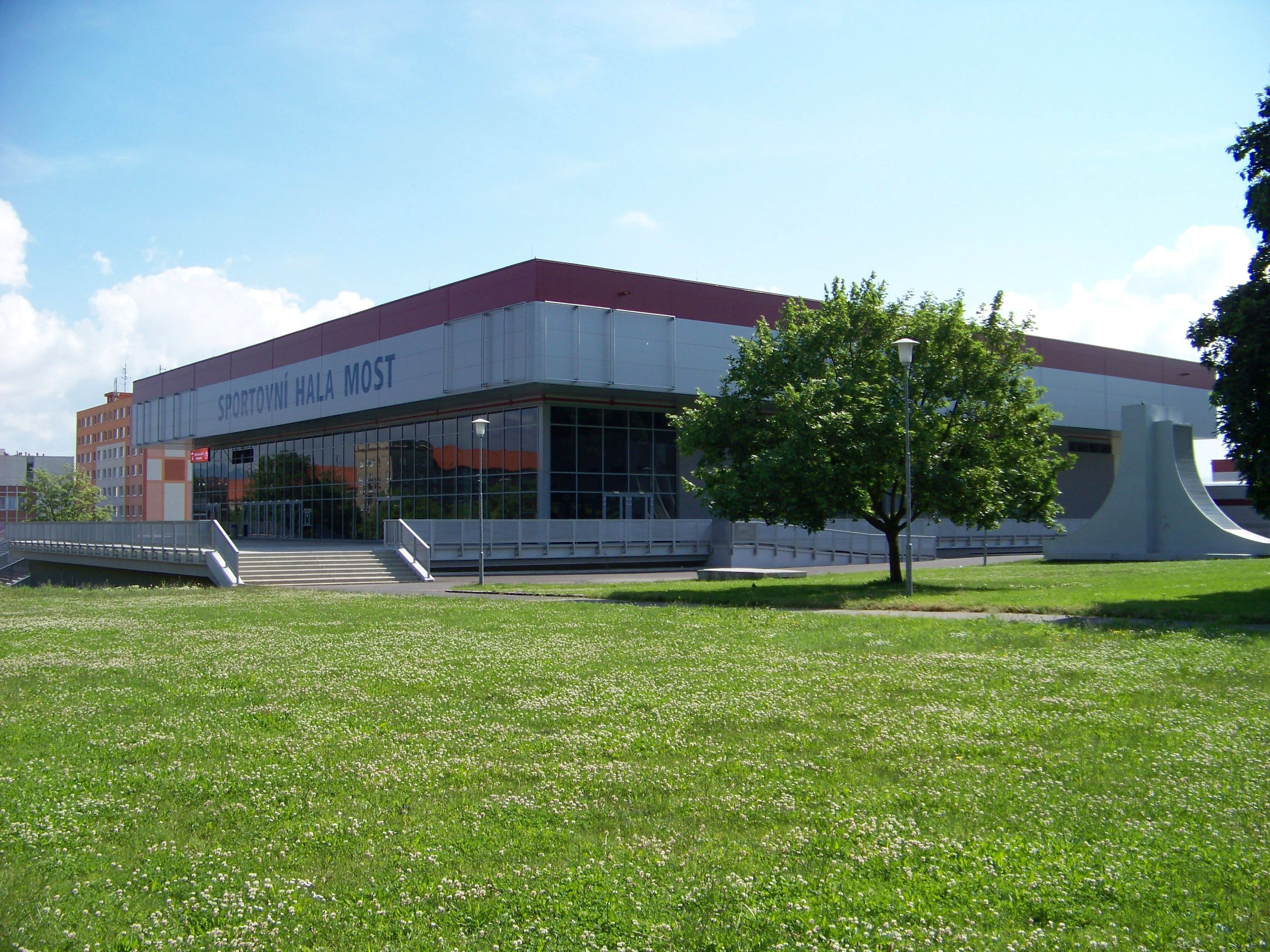
Sporthalle in Most

International nahm der Verein am EHF Challenge Cup, dem EHF-Pokal und an der EHF Champions League teil. Erstmals in der Spielzeit 2011/2012 des EHF Challenge Cup aktiv, gewann der Verein diesen Wettbewerb in der Spielzeit 2012/2013. Im EHF-Pokal trat der Verein in der Spielzeit 2014/2015 erstmals an und in der EHF Champions League in der Spielzeit 2019/2020.

## Erfolge
- Gewinn der Česko-slovenská interliga 2013, 2018, 2021
- Gewinn der Česká extraliga 2013, 2014, 2015, 2016, 2017, 2018, 2019, 2021, 2022
- Gewinn des tschechischen Pokalwettbewerbs 2014, 2015, 2016, 2017, 2018, 2020, 2022, 2023
- Gewinn des EHF Challenge Cup 2013

## Spielerinnen
Zu den bekannten Spielerinnen im Verein gehörten Petra Beňušková (ab 2011), Zuzana Kupková, Klára Štolfová, Iveta Korešová (2021–2022), Michaela Janoušková (seit 2018) und Dominika Zachová (2014–2021, seit 2023).

## Trainer
Trainiert wird die Mannschaft von Adrian Struzik. Frühere Trainer des Teams waren Peter Dávid (seit 2015), Josef Kubal (um 1993), Jiří Hanus (bis 2012), Tomáš Kuťka (bis 2012), Petr Novák und Dušan Poloz (ab 2012).